# سرنگ

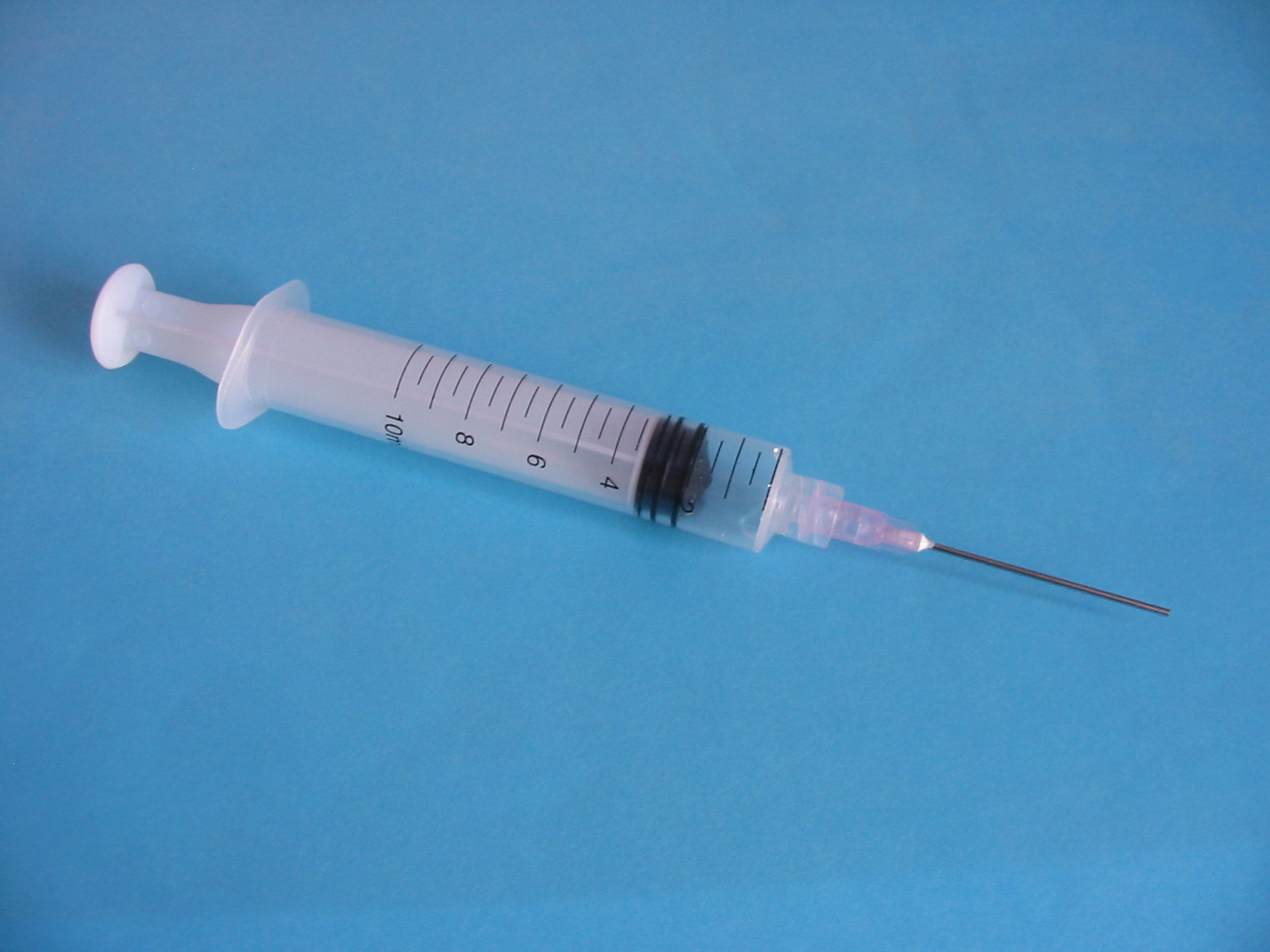
یک سرنگ با سوزن آن

سرنگ در پزشکی وسیله‌ای است که برای تزریق دارو به بدن به کار می‌رود. سرنگ عموماً وسیله‌ای استوانه‌ای‌شکل و مدرّج است که در انتهای آن پیستونی قرار دارد که با فشار دست، دارو را به جلو هدایت و از طریق سرسوزن تیز وارد بافتِ بدن می‌کند.

## تاریخچه
عمار موصلی چشم‌پزشک مسلمان اهل موصل در قرن ۱۱ میلادی اولین سرنگ را اختراع کرد و در مصر آن را برای خارج کردن آب مروارید از چشم بیماران زیادی استفاده کرد.

## انواع سرنگ‌ها

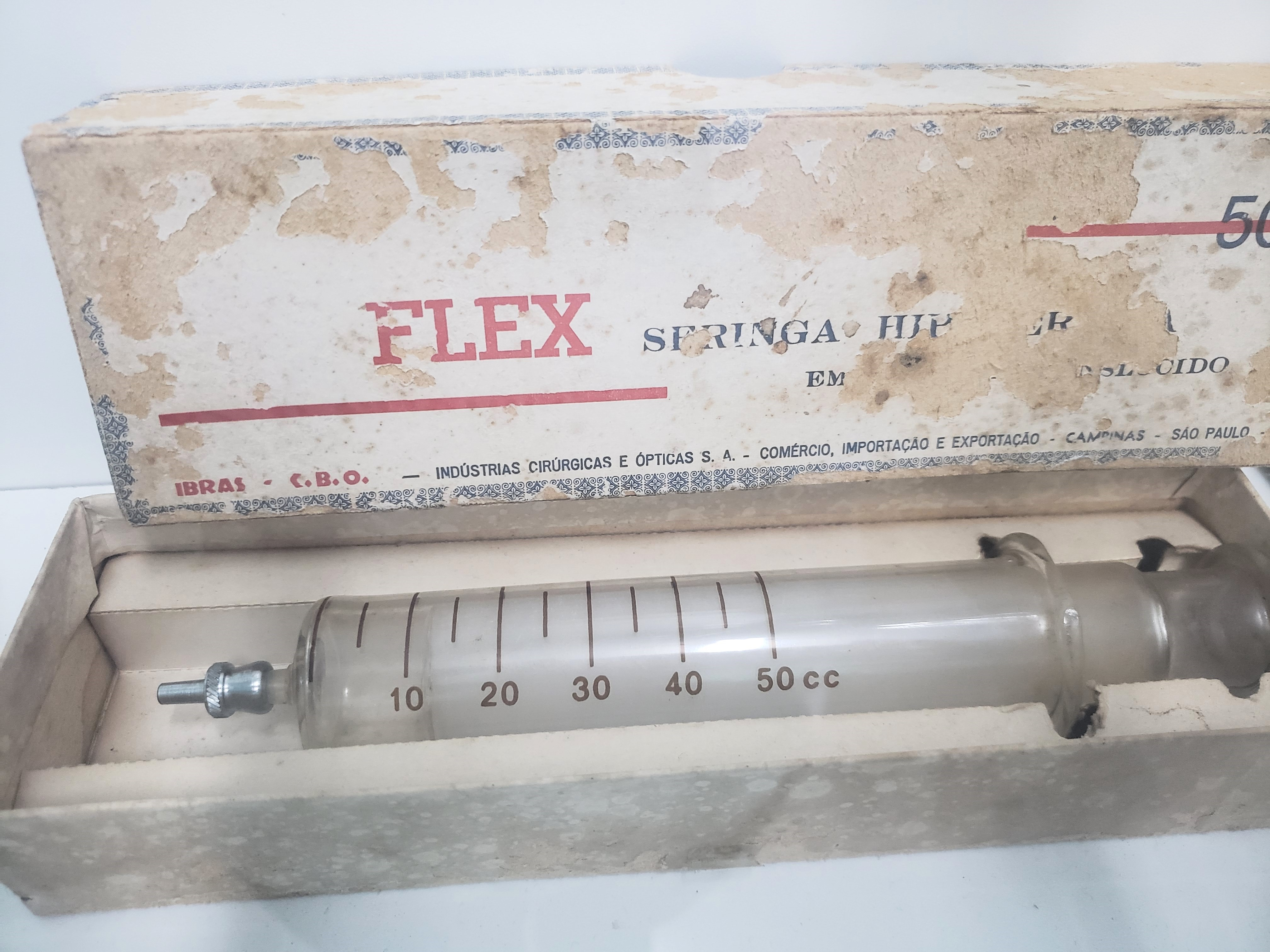

امروزه اغلب سرنگ‌ها یک بار مصرف بوده و جنس آن‌ها پلاستیکی است.
در گذشته سرنگ‌های شیشه ای نیز وجود داشت که با حرارت و جوشاندن در آب سترون می‌شد. سرنگ‌های فلزی اکنون نیز برای کارهایی مانند شست‌وشوی گوش استفاده می‌شوند؛ ولی به دلیل توجه به خطر بیماری‌هایی که از طریق سرنگ آلوده منتقل می‌شوند مانند ایدز و هپاتیت اغلب از سرنگ یک بار مصرف استفاده می‌شود و در امحاء سرسوزن پس از انجام تزریق دقت بیشتری می‌شود.
امروزه اغلب تقسیم‌بندی سرنگ‌ها بر اساس حجم آن‌ها است مانند سرنگ انسولین، دو سی سی، پنج سی سی و ده سی سی.
معمولاً سر سرنگ‌ها یک اندازه و استاندارد ساخته شده و بنابراین هر نوع سوزنی به آن وصل می‌شود پیستون داخل سرنگ به راحتی داخل بدنه حرکت می‌کند.

## تهیه سرنگ
در ایران سرنگ از طریق داروخانه قابل تهیه و استفاده است. سرنگ یکی از پرمصرف‌ترین تجهیزات پزشکی است که در درمانگاه‌ها، بیمارستان‌ها و مراکز پزشکی نیز استفاده می‌گردد.

### انواع سرنگ در ایران
تا قبل از سال ۹۱ سرنگ به صورت یک محصول وارداتی به ایران وارد می‌شد. اما به جهت حمایت از تولید سرنگ داخلی با تصویب هیئت وزیران، واردات سرنگ در سال ۱۳۹۱ ممنوع شد و در پی ممنوعیت ورود سرنگ به کشور حمایت‌های ویژه ای از تولیدکنندگان این صنعت به عمل آمد.
سرنگ‌های یکبار مصرف: این نوع سرنگ‌ها برای استفاده یکباره طراحی شده‌اند تا از انتقال عفونت‌ها جلوگیری کنند. آنها به‌طور کامل قابل دفع بوده و بعد از استفاده دیگر قابل استفاده نیستند.
سرنگ‌های قابل استریل‌سازی: این نوع سرنگ‌ها قابلیت استریل‌سازی و استفاده مجدد را دارند، که ممکن است برای مواردی مورد نیاز باشد که نیاز به چند بار استفاده دارند.
سرنگ‌های با سیستم Luer Slip: این سرنگ‌ها دارای اتصال فشاری ساده‌ای هستند. پیستون سرنگ به آرامی در بدنه سرنگ حرکت می‌کند و به همین دلیل به عنوان “Luer Slip” شناخته می‌شوند.
سرنگ‌های با سیستم Luer Lock: این سرنگ‌ها دارای اتصالات پیچیده‌تری هستند که مانع از جدا شدن اتصال سرسوزن در هنگام تزریق می‌شوند.